# Lehmpöhle
Lehmpöhle ist ein Ortsteil im Stadtteil Lückerath von Bergisch Gladbach. 

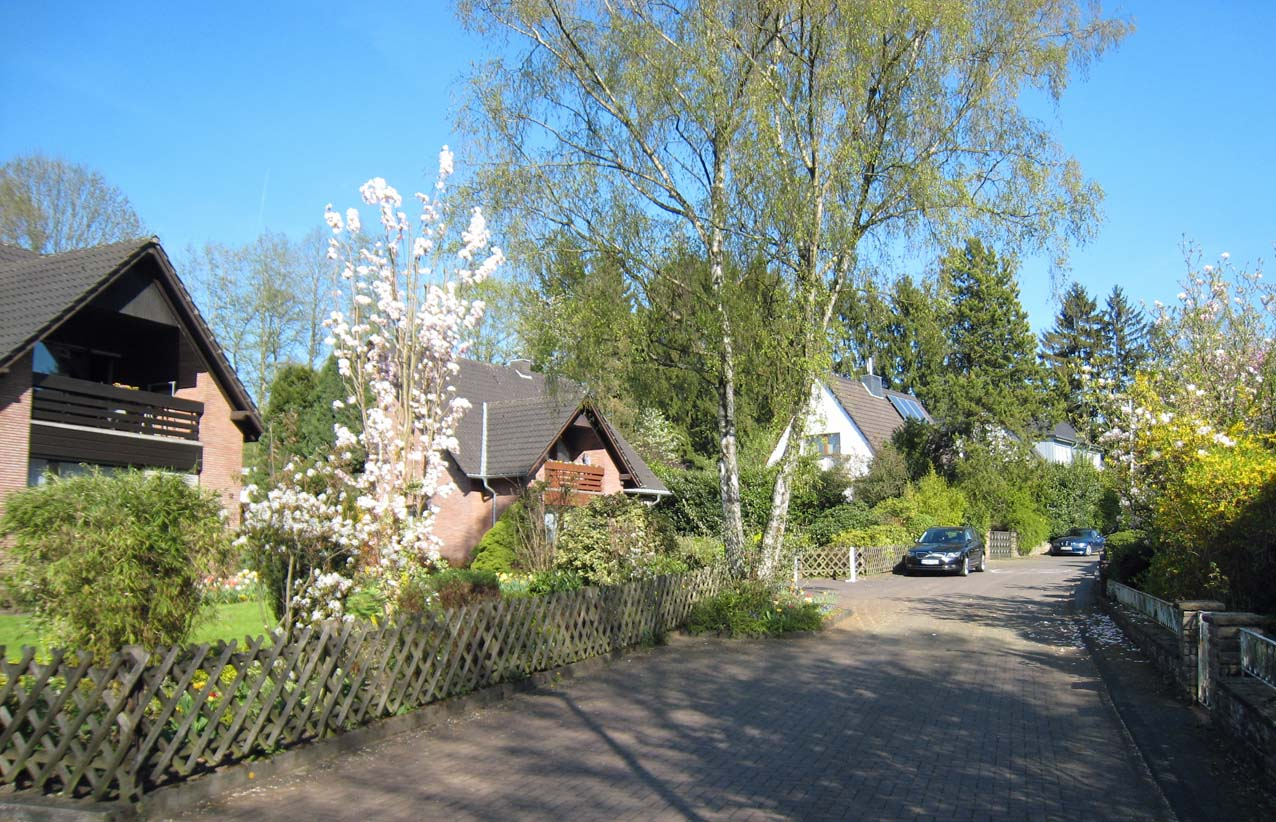
Häuser in Lehmpöhle

## Geschichte
Bei der Bezeichnung Lehmpöhle handelt es sich um eine relativ späte Siedlungsgründung, die erst nach 1830 entstanden ist. 1878 zählte man hier 22 Einwohner. Das Bestimmungswort Lehm leitet sich aus dem althochdeutschen „leime“ (= Lehm, Schlamm) ab und bezieht sich auf die Beschaffenheit des umgebenden Ackerbodens. Das Grundwort „pöhle“ geht auf das mittelhochdeutsche „phuol“ (= Pfuhl) zurück. Unter Phuhl (mundartlich Pohl) versteht man ein kleines Gewässer. Der Siedlungsname Lehmpöhle verweist folglich auf einen schlammigen Tümpel oder einen wasserreichen, sumpfigen Lehmboden.